# De ä bar å åk
"De ä bar å åk" var det svenska alpina skidlandslagets kampsång från 1976. Laget bestod av Ingemar Stenmark, Stig Strand, Calle Briandt och Jan Green.
Namnet på sången kommer från "De ä bar å åk", ett bevingat ord som tillskrivs den svenske utförsskidåkaren Ingemar Stenmark. Det lär vara hans svar på en journalists fråga i en radiointervju om hur man bär sig åt för att ständigt vinna. "De ä bar å åk" utkom 1976 på singel tillsammans med sången "Vi åk bättre da för da".
Melodin låg på Svensktoppen i fem veckor under perioden 24 april–22 maj 1976 med en tredjeplats som bästa resultat.
Sången används även i filmen Sune i fjällen från 2014.

## Listplaceringar
| Lista (1977) | Position |
| ------------ | -------- |
| Sverige      | 19       |

### Fotnoter
1. ↑  "De Ä Bar Å Åk/Vi Åk Bättre Da För Da by Alpina Skidlandslaget". Yahoo Music. Läst 29 februari 2012.
2. ↑  Information i Svensk mediedatabas.
3. ↑  ”Sune i fjällen”. Svensk filmdatabas. 25 februari 2014. http://www.sfi.se/sv/svensk-filmdatabas/Item/?itemid=79499&type=MOVIE&iv=Music&ref=/templates/SwedishFilmSearchResult.aspx?id%3d1225%26epslanguage%3dsv%26searchword%3dSune+i+fj%C3%A4llen%26type%3dMovieTitle%26match%3dContain%26page%3d1%26prom%3dFalse. Läst 19 december 2014.
4. ↑  Listplacering